# 難為正邪定分界
《難為正邪定分界》，1982年香港無綫電視劇《飛越十八層》的主題曲，顧嘉煇作編曲、鄭國江填詞，並由葉振棠和男低音麥志誠主唱，以流行唱法搭配美聲唱法。流行曲和藝術歌曲的配搭，是香港流行樂界中罕有的。歌曲收錄於葉振棠同年的專輯《再等待》。

## 背景
有論者指歌曲以流行唱法搭配美聲唱法，創作靈感來源也許來自民歌歌手約翰·丹佛和歌劇男高音普拉西多·多明哥合作的《Perhaps Love》。
填詞人鄭國江表示接到樂譜時覺得像藝術歌曲，便決定以「嚴肅的態度」和「戲劇的手法」來寫；副歌部分的二部對位旋律合唱，像兩位歌手在對立面「雄辯滔滔」，也是其歌詞靈感來源。
對應劇中人物，葉振棠演繹凡人，麥志誠聲演魔鬼。後者是大學音樂系教授兼藝術歌曲演唱家，為人低調，跟葉振棠分開錄音，這是他唯一一次灌唱流行歌曲，而且從沒與葉振棠現場合唱過。

## 音樂特徵
4/4拍子，音域為純十二度，以降B大調寫成，結構為AABABA（前奏-A1-A2-B-A3-間奏-B-A3-尾聲）。

「流行曲小品」編制，使用雙簧管、結他、鋼琴、弦樂及木管樂器。

器樂前奏後，A1由葉振棠演唱，A2換成麥志誠；B段輪唱合唱，均為單聲部的旋律，然後配合詞意「彼此也在捱」，樂句在重拍上使用休止符；A3出現二部對位旋律的合唱，接著是短暫的器樂間奏，進入跟此前一樣的B和A3段，最後以器樂尾聲作結。

## 反響和評價
鄭國江表示此曲含戲劇元素，最初受到學生歡迎，常作舞台表演，後來流行程度擴大。
詞評人涂小蝶認為鄭國江以二元對立論，「清晰扼要地交代人與魔鬼分別的想法、目的和責任，以及他們面對的問題、局限……不忘突出兩者在本質上其實是沒有分別的……這種寫法更能加強曲中兩名人物的悲劇性。」

音樂監製舒文：
……歌曲本身的創造性、娛樂性甚至戲劇性都不下於整套電視劇，以當時來說絕對是前衛的破格作品。

## 歷年翻唱搭檔
截至2024年6月，葉振棠在《葉振棠80告別樂壇》演唱會，歷年扮演魔鬼名單（節錄）：
- 麥志誠
- 麥長青（女低音呂珊飾演凡人）
- 黃霑
- 劉可
- 李龍基
- 威利（李龍基飾演凡人）
- 貝聶名

## 其他版本
- 2023年：林子祥、劉德華合唱（2024年香港電影《潛行》主題曲）